# Vika!
Bei Vika! handelt es sich um ein Filmporträt der 85-jährigen DJ Vika. Der Kinostart in Deutschland ist am 16. Januar 2025 geplant.

## Inhalt
Der Film porträtiert die 85-jährige DJ Vika, eine bekannte Figur der Warschauer Nachtclubszene. Sie lebt ihr Leben unkonventionell und in vollen Zügen. Der Film enthält Rückblicke auf ihr Leben und ihren Weg zur neu gefundenen Freiheit nach dem Ruhestand.

## Filmpreise & Festivals
- Millenium Docs Against Gravity
- Krakow Film Festival
- New Horizons
- MakeDOX
- Films by our Neighbors
- DOK Leipzig (Audience Competition)
- Ji.hlava IDF
- DocsMX
- Filmfest Braunschweig
- FilmFestival Cottbus
- Budapest IDF
- DocPoint Helsinki
- Artdocfest Riga (Baltic Focus: Best Director)
- Kosmorama Trondheim IFF
- Febiofest Bratislava